# Camilla Urso
Camilla Ursa, née le 13 juin 1840 à Nantes et morte le 20 janvier 1902 à New York, est une violoniste française.

## Biographie
Camilla Urso naquit au sein d'une famille de musiciens et de chanteurs. Son père, Joseph-Rosalin-Salvator Urso, d'origine italienne, était flûtiste au théâtre Graslin de Nantes et organiste à l'église Sainte-Croix de Nantes ; sa mère, Marie Émilie Girouard, était chanteuse au sein du chœur de cette même église.
Dès l'âge de cinq ans, la petite Camilla rêve d'apprendre à jouer du violon. Ses parents la présentent à Félix Simon, premier violon de l'orchestre de Nantes. Après une année de labeur, d'exercices, de répétitions et d'entraînements au maniement de l'instrument, le maître est étonné des qualités exceptionnelles de cette talentueuse jeune musicienne. Félix Simon propose au directeur du Conservatoire de musique de Paris, le compositeur Daniel-François-Esprit Auber, de prendre Camilla Urso comme élève. Auber s'oppose catégoriquement à cette demande inconcevable à cette époque qui n'a encore jamais vue de fille inscrite dans aucun conservatoire de musique. Depuis la création du Conservatoire, les classes d'instruments à cordes ou à vent sont exclusivement masculines. Néanmoins, des femmes sont admises au Conservatoire dès sa création en 1795 dans les classes pour femmes de piano ou de chant.
Pendant plusieurs mois, le père de Camilla et son professeur vont harceler le directeur du Conservatoire, pour qu'il accepte au moins une audition de cette jeune fille. Auber finit par céder et permet à Camilla de se présenter devant le prochain jury d'admission, tout en sachant que son inscription au Conservatoire est d'avance exclue.
Le jour des auditions de l'année 1851, 70 garçons et une fille se présentent devant le jury, composé d'éminentes personnalités de la musique, siégeant autour du directeur Daniel-François-Esprit Auber. Parmi celles-ci, les compositeurs italiens Michele Enrico Carafa et Gioachino Rossini et le premier violon du roi, Delphin Alard. Camilla Urso dut jouer le 4e Concerto de Pierre Rode, avec accompagnement pour violon, deuxième violon et violoncelle. Ce fut un triomphe et la jeune candidate fut acceptée à l'unanimité comme élève au Conservatoire de Paris. Elle devint l'élève du violoniste Joseph Massart, puis du compositeur Jules Massenet.
En 1854, Camilla Urso participe à une tournée de concerts en France, en Suisse et en Allemagne.
En 1857, Camilla Urso embarque pour les États-Unis. Elle joue devant l'orchestre philharmonique de New York et continue cette tournée américaine et canadienne avec les cantatrices italienne Marietta Alboni et franco-allemande Henriette Sontag. La tournée passe par Boston, Philadelphie et Nashville où elle épouse un pianiste anglais, Georges Taylor, qui décédera quelques années plus tard. Après cette tournée triomphale, elle revient en France et reprend son travail au Conservatoire de Paris.
En 1862, Camilla Urso repart pour l'Amérique. Elle épouse Frederic Luere, directeur du Redpath Lyceum Bureau de New York. Elle participe, sous le patronyme de "Camilla Urso", à d'autres tournées à travers les États-Unis à la tête de la "Camilla Urso's Concert Company", ainsi qu'à l'étranger, notamment en Australie et en Afrique du Sud.
Camilla Urso milite pour que les femmes soient employées dans les orchestres, quel que soit leur instrument.
Camilla Urso se fixe enfin à New York en 1895 et y meurt le 20 janvier 1902. Son corps repose au cimetière de Greenwood à Brooklyn.

### Galerie d'images

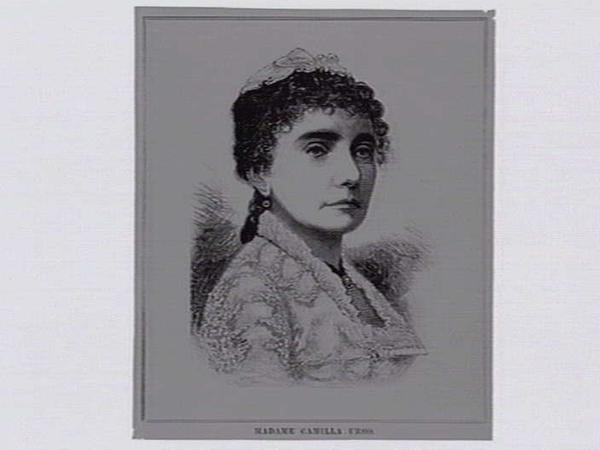
Portrait de Camilla Urso.
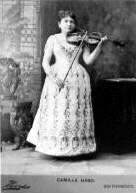
Camilla Urso posant avec son violon.
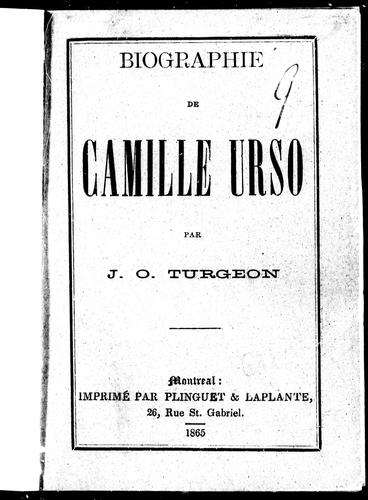
Couverture d'un livre biographique sur Camilla Urso.
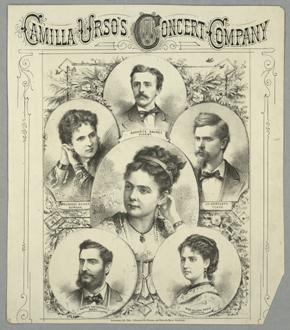
Affiche de la Compagnie des concerts Camilla Urso.
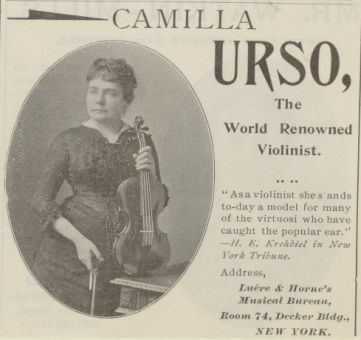
Annonce publicitaire extraite d'un journal américain représentant Camilla Urso.